# Ciencias de la conducta
Las ciencias de la conducta (también, ciencias del comportamiento) son un conjunto de disciplinas que centran su atención en la conducta humana en la medida en que influye y es influida por las actitudes, el comportamiento y la necesidad de otras personas. Las disciplinas que forman parte de las ciencias de la conducta son: antropología, pedagogía, ciencias políticas, psiquiatría, psicología, criminología y sociología. 
Este conjunto se incluye dentro de otro más amplio: las ciencias sociales. Estas estudian el origen, funcionamiento y las instituciones de la sociedad. Además, esta categoría más amplia incluye las disciplinas enmarcadas dentro de las ciencias de la conducta y otras como derecho, economía, historia y geografía.

## Aplicación
Las ciencias de la conducta se aplican para diagnosticar y predecir la conducta humana, como, por ejemplo, en sondeos y encuestas (políticas, estudios de mercado, cuestionarios y pruebas de actitud), y con fines psicológicos, al estudiar y realizar pruebas de aptitud, habilidad, capacidad y personalidad.

## Clasificación
Las ciencias de la conducta engloban dos amplias categorías: la neurológica (ciencias de la decisión) y la social (científica).
Las ciencias de la decisión tratan de aquellas disciplinas relativas al proceso de decisión y los mecanismos individuales usados por un organismo para sobrevivir en un medio social. Entre ellas se incluyen la antropología, la psicología, la ciencia cognitiva, la teoría de organización, la psicobiología y la neurociencia social.
Por otro lado las ciencias de la comunicación tratan aquellos campos que estudian las estrategias de comunicación usadas por los organismos y las dinámicas entre organismos en un medio. Entre ellos se incluyen campos pertenecientes a la antropología, el comportamiento organizativo, los estudios sobre organización, la sociología y las redes sociales.